# 江刺市
江刺市（えさしし）は、岩手県内陸中南部にあった市。
2006年（平成18年）2月20日に水沢市・胆沢郡胆沢町・前沢町・衣川村と合併して奥州市となり、消滅した。
現在は奥州市の北東部を占めている。

## 歴史

### 江刺の語源
胆沢郡の前方を意味するイサキ（胆前）が転訛したとする説や、アイヌ語のエサウシ（esausi）に由来しているという説（意味は「頭を前（川）に突き出している者」）、「餌差（エサシ）」の意で鷹の餌となる小鳥を捕える業者のいた所など、諸説あり。

### 沿革
- 1889年（明治22年）4月1日 - 町村制が施行される。

町村制施行による各町村の成立については江刺郡の項目を参照のこと
- 1955年（昭和30年）
  - 2月10日 - 江刺郡岩谷堂町・稲瀬村・愛宕村・田原村・広瀬村・梁川村・玉里村・藤里村・米里村・伊手村が合併し、江刺町が誕生。
  - 7月10日 - 江刺町の一部（旧稲瀬村の一部）が北上市へ編入される（現在の北上市稲瀬町）。
- 1958年（昭和33年）11月3日 - 江刺町が市制施行、江刺市となる。これにより、江刺郡が消滅。
- 2006年（平成18年）2月20日 - 水沢市、胆沢郡胆沢町、前沢町、衣川村と合併し、奥州市となる。

## 行政

### 歴代市長
特記なき場合『日本の歴代市長：市制施行百年の歩み』などによる。
| 代 | 氏名       | 就任日                    | 退任日                    | 備考       |
| -- | ---------- | ------------------------- | ------------------------- | ---------- |
| 1  | 依田養七   | 1954年（昭和29年）4月1日  | 1959年（昭和34年）3月12日 | 旧江刺町長 |
| 2  | 渡辺長純   | 1959年（昭和34年）3月13日 | 1967年（昭和42年）3月12日 |            |
| 3  | 佐藤菊蔵   | 1967年（昭和42年）3月13日 | 1971年（昭和46年）3月12日 |            |
| 4  | 渡辺長純   | 1971年（昭和46年）3月13日 | 1979年（昭和54年）3月12日 |            |
| 5  | 菊地喜久男 | 1979年（昭和54年）3月13日 | 1983年（昭和58年）3月12日 |            |
| 6  | 及川勉     | 1983年（昭和58年）3月13日 | 2003年（平成15年）3月12日 |            |
| 7  | 相原正明   | 2003年（平成15年）3月13日 | 2006年（平成18年）2月19日 | 廃止       |

## 姉妹都市・友好都市

### 海外
- グレーター・シェパトン市（英語版）（オーストラリア ビクトリア州）
  - 1979年（昭和54年）3月3日姉妹都市提携
- ロイテ市・ブライテンヴァング市（オーストリア ティロル州）
  - 1991年（平成3年）6月7日姉妹都市提携

## 教育

### 高等学校
- 岩手県立岩谷堂高等学校 - 早くから総合学科を取り入れた高校である。

※以下は廃校
- 岩手県立江刺高等学校（1980年・岩谷堂農林高等学校へ統合[2]）
- 岩手県立岩谷堂農林高等学校（2009年・江刺高等学校へ統合） - 全国でも珍しい、土木・林業系の学習ができるという、特色のある高校であった。

### 中学校
- 江刺市立江刺東中学校
- 江刺市立田原中学校
- 江刺市立江刺第一中学校
- 江刺市立江刺南中学校

※以下は廃校
- 江刺市立岩谷堂中学校（1963年・新設の江刺第一中学校へ統合[3]）
- 江刺市立稲瀬中学校（同上）
- 江刺市立田原第一中学校（同上）
- 江刺市立愛宕中学校（同上）
- 江刺市立藤里中学校（1978年・新設の江刺南中学校へ統合[4]）
- 江刺市立伊手中学校（同上）

- 江刺市立米里中学校（1978年・新設の江刺東中学校へ統合[5]）
- 江刺市立木細工中学校（同上）
- 江刺市立玉里中学校（同上）
- 江刺市立広瀬中学校（同上）
- 江刺市立梁川中学校（同上）

### 小学校
- 江刺市立岩谷堂小学校
- 江刺市立伊手小学校
- 江刺市立稲瀬小学校
- 江刺市立愛宕小学校
- 江刺市立玉里小学校
- 江刺市立大田代小学校

- 江刺市立田原小学校
- 江刺市立広瀬小学校
- 江刺市立藤里小学校
- 江刺市立梁川小学校
- 江刺市立人首小学校
- 江刺市立木細工小学校

※以下は廃校
- 江刺市立梁川小学校菅生分校（1962年・梁川小学校へ統合[6]）
- 江刺市立簗川小学校大内田分校（同上）
- 江刺市立愛宕小学校二子町分校（1964年・愛宕小学校へ統合[6]）
- 江刺市立愛宕小学校川西分校（同上）
- 江刺市立太田代小学校川内分校（1965年・太田代小学校へ統合[6]）
- 江刺市立岩谷堂小学校餅田分校（1965年・岩谷堂小学校へ統合[6]）
- 江刺市立岩谷堂小学校増沢分校（同上）
- 江刺市立上伊手小学校口沢分校（1965年・上伊手小学校へ統合[6]）
- 江刺市立広瀬小学校石沢分校（1966年・広瀬小学校へ統合[6]）
- 江刺市立石原小学校（1966年・新設の田原小学校へ統合[6]）

- 江刺市立石原小学校原体分校（1966年・新設の田原小学校へ統合[6]）
- 江刺市立小田代小学校（同上）
- 江刺市立岩谷堂小学校歌読分校（1967年・岩谷堂小学校へ統合[6]）
- 江刺市立伊手小学校〈旧〉（1969年・新制の伊手小学校へ統合[7]）
- 江刺市立上伊手小学校（同上）
- 江刺市立稲瀬小学校石関分校（1969年・稲瀬小学校へ統合[6]）
- 江刺市立稲瀬小学校上門岡分校（1971年・同上[6]）
- 江刺市立人首小学校中沢分校（1971年9月・人首小学校へ統合[8]）
- 江刺市立人首小学校学間沢分校（同上）

## 交通

### 鉄道路線
東北新幹線が通過していたが駅はなかった。市名が付く水沢江刺駅は旧水沢市域にあった。

### バス

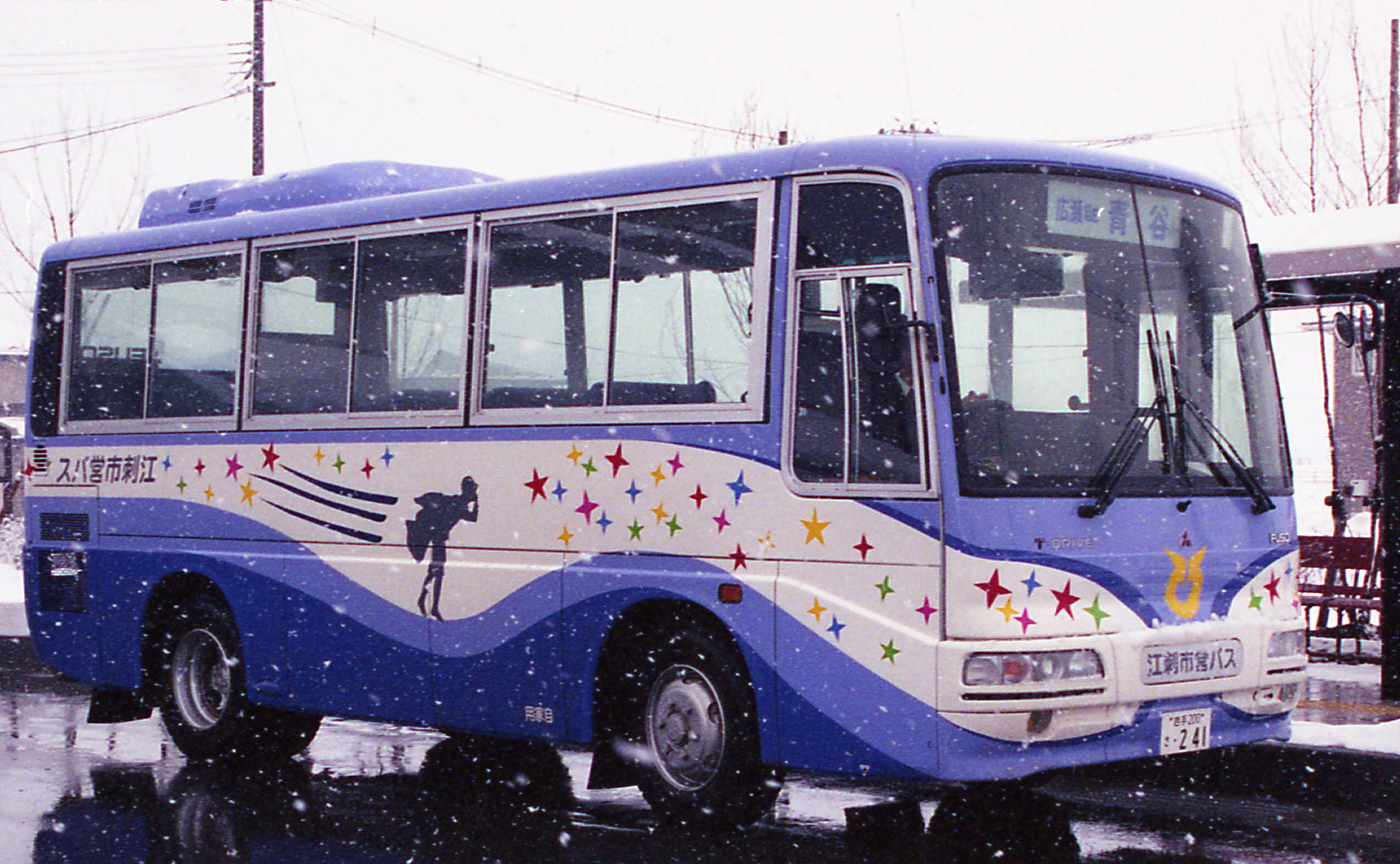
江刺市営バスの車両

- 岩手県交通
- 江刺市営バス

### 道路
- 一般国道
  - 国道107号
  - 国道397号
  - 国道456号
- 主要地方道
  - 岩手県道8号水沢米里線
  - 岩手県道10号江刺室根線
  - 岩手県道14号一関北上線
  - 岩手県道27号江刺東和線
- 一般県道
  - 岩手県道108号江刺金ケ崎線
  - 岩手県道156号岩明岩谷堂線
  - 岩手県道174号小友米里線
  - 岩手県道179号玉里梁川線
  - 岩手県道197号田原折居線
  - 岩手県道251号玉里水沢線
  - 岩手県道255号広瀬三ケ尻線
  - 岩手県道262号沖田田原線
  - 岩手県道287号口内伊手線

## 観光
歴史公園「えさし藤原の郷」があり、NHK大河ドラマ『炎立つ』『秀吉』『利家とまつ〜加賀百万石物語〜』『義経』のメインロケ地。奥州藤原氏の祖、『藤原清衡（ふじわらのきよひら）』の生誕地であり、居城であった『豊田館跡』がある。もともとこの地域は『江刺郡』という名称であった。

## 祭り
- 1月第3土曜日 - 伊手熊野蘇民祭
- 5月3・4日 - 江刺甚句まつり
- 8月6・7日 - 七夕まつり
- 8月15・16日 - みちのく盂蘭盆まつり
- 10月最終土日 - 江刺市産業まつり

## 郷土芸能
- 鹿踊り（ししおどり） - 宮沢賢治の童話「鹿踊りのはじまり」で有名。
- 原体剣舞 - 宮沢賢治の詩「原体剣舞連」で有名。江刺市田原原体地区に伝承されている。

今でも江刺市米里兄和田地区で踊り伝われている。江刺市立人首小学校では、兄和田剣舞が小学校四年生以上の必修となっている。

## 特産品

### 食べ物
- 江刺金札米
- 江刺りんご
- 岩谷堂羊羹
- 亀の子煎餅
- 卵めん
- 金婚漬

### 物産
- 岩谷堂箪笥

## 出身有名人
- 藤原清衡 - 奥州藤原氏初代、平泉開祖
- 安部香里 - ローカルタレント
- 池田文春 - 漫画家
- 岩手富士祐一 - 大相撲力士
- 及川完 - 歴史学者
- 大瀧詠一 - ミュージシャン
- 勝山海百合 - 小説家
- 菊池恩恵 - 実業家、小説家
- 菊池久 - 政治評論家
- 菊地かまろ - 漫画家
- 小牧正英 - バレエダンサー
- 菅原勲 - 騎手
- 鷹觜テル - 栄養学者、岩手大学教授
- 津田禎 - 青森テレビ元アナウンサー
- 前田川克郎 - 大相撲力士
- 横山紘一 - 天文学者
- 吉田達也 - ドラマー